# 장세진
장세진(張世鎭, 1964년 6월 20일 ~ )은 대한민국의 배우이다.

## 생애
전라남도 광주시에서 출생하였고 전라북도 전주시에서 잠시 유년기를 보낸 적이 있다. 1969년 이후 서울특별시에서 성장하였다. 1985년 영화 《월하의 사미인곡》에 단역 출연하며 영화 배우로 데뷔하였다.

## 연기 활동

### 텔레비전 드라마
- 1989년 KBS2 《달빛가족》
- 1996년 KBS2 《컬러》
- 1996년 MBC 《MBC 베스트극장》
- 2002년 SBS 《야인시대》 - 문영철 역
- 2003년 MBC 《MBC 베스트극장》
- 2003년 EBS1 《역사극장》
- 2003년 KBS2 《보디가드》 - 최태성 역
- 2008년 KBS2 《대왕 세종》 - 소 사다모리 역
- 2009년 KBS2 《남자 이야기》 - 김범환 역

### 영화
- 1985년 《월하의 사미인곡》
- 1990년 《꼭지딴》 - 칠성 역
- 1991년 《맨발에서 벤츠까지》 - 동환 역
- 1993년 《키드캅》 - 부하 1 역
- 1994년 《게임의 법칙》 - 상판 역
- 1995년 《런어웨이》 - 늑대 역
- 1998년 《남자의 향기》 - 장승화 역
- 1999년 《자귀모》 - 저승사자 2 역
- 2001년 《조폭 마누라》 - 백상어 역
- 2002년 《굳세어라 금순아》 - 키 큰 사내 역
- 2003년 《조폭 마누라 2 - 돌아온 전설》 - 백상어 역
- 2006년 《홀리데이》 - 김장경 역
- 2008년 《1724 기방난동사건》 - 날치 역
- 2008년 《사랑과 전쟁: 열두 번째 남자》

## 연기 외 활동

### 텔레비전 프로그램
- 2020년 SBS 플러스 《밥은 먹고 다니냐?》
- 2020년 MBN 《오래 살고 볼일》
- 2021년 카카오TV 《야인이즈백》- 문영철 역

### 라디오 프로그램
- 2015년 EBS FM 《EBS 책 읽는 라디오 낭독 시리즈》